# Anne Françoise Elisabeth Lange
Anne Françoise Elisabeth Lange, född 17 september 1772 i Genua, död 25 maj 1816 i Florens, var en fransk skådespelare och kurtisan.  Hon var känd som modeikon, en så kallad Merveilleuse, under Direktoriet. Som skådespelare var hon känd under artistnamnet Mademoiselle Lange på Comédie-Française, där hon var engagerad 1788–1797.

## Biografi
Anne Françoise Elisabeth Lange var dotter till de kringresande skådespelarna och musikanterna Charles-Antoine Lange och Marie-Rose Pitrot, och debuterade som barn på sina föräldrars turnéer. Hon engagerades 1787 vid Marguerite Montansiers teatersällskap i Tours, och debuterade 2 oktober 1788 på Comédie-Française som Lindane i L'Écossaise av Voltaire.
Under franska revolutionen splittrades Comédie-Française år 1791 i en republikansk ("Théâtre de la République") och en rojalistisk fraktion, "aristokraterna" ("Théâtre de la Nation"), som började uppträda separat och i olika lokaler. Lange valde att ansluta sig till den republikanska teatern under ledning av François-Joseph Talma. När hon inte lyckades få fullt utlopp för sin förmåga, övergick hon dock till den rojalistiska fraktionen, där hon den 24 februari 1793 gjorde stor succé som Laure i Le Vieux Célibataire av Jean-François Collin d'Harleville, och upptogs som premiäraktör.
Den 3 september 1793 stängdes Comédie-Française (Théâtre de la Nation) på order av Välfärdsutskottet under skräckväldet och skådespelarna fängslades. Lange förde en bekväm tillvaro under fängelsetiden, uppassad av sin egen kock, betjänt och kammarjungfru, och undgick avrättning tack vare förmögna beskyddare. Hon släpptes fri efter Robespierres fall 1794.
Den 27 januari 1795 öppnade Théâtre Feydeau, bestående av de före detta skådespelarna från Comédie-Française, där Lange åter engagerades. Hon tillhörde de mest uppmärksammade scenartisterna i Paris under Direktoriet, och var känd som en Merveilleuse, en av stadens kvinnliga modeförebilder. Vid sidan av sitt arbete som skådespelare var hon även känd som kurtisan, då hon hade förhållanden med rika män som gav henne ekonomisk ersättning, något som kategoriserade henne som kurtisan: arméleverantören Lieuthraud ska ha gett henne ett underhåll på 10 000 livres per dag, och hon fick 1795 en dotter med Hamburg-bankiren Hoppé. År 1797 fick hon en son med den rike arméleverantören Michel-Jean Simons, som erkände sonen och gifte sig med henne, varefter hon avslutade sin scenkarriär. Hon levde sedan ett lugnt och bekvämt liv. Hon blev änka 1810, och avled i Florens. 

## Konst
Anne Françoise Elisabeth Lange är också känd för de helnakna tavlor Anne-Louis Girodet de Roussy-Trioson målade av henne 1798 och 1799, och som väckte skandal på sin tid. Den första visar henne helnaken som gudinnan Venus. Den andra visar henne som Danaë och var en berömd skandal: konstnären hade från början målat en annan tavla av henne, men då hon var missnöjd med den och inte ville låta honom ställa ut den på Parissalongen 1799, målade han på eget initiativ en ny tavla av henne helnaken, som en Danaë som räknade pengar, vilket väckte skandal då den uppenbart framställde henne som prostituerad.

## Fiktion
Anne Françoise Elisabeth Lange skildrades i operetten La Fille de madame Angot av Charles Lecocq, där hon hade en relation med Paul Barras, något hon dock aldrig hade i verkligheten. 